# Port Blair
Port Blair è una città dell'India di 100.186 abitanti, capoluogo del distretto di Andaman Meridionale, nel territorio federato delle Andamane e Nicobare, di cui è anche capitale. In base al numero di abitanti la città rientra nella classe II (da 50.000 a 99.999 persone). Dal 1943 al 1945 fu la capitale dell'India liberata.

## Geografia fisica
La città è situata a 11° 40' 0 N e 92° 45' 0 E e ha un'altitudine di 3 m s.l.m.

## Società

### Evoluzione demografica
Al censimento del 2001 la popolazione di Port Blair ammontava a 100.186 persone, delle quali 55.507 maschi e 44.679 femmine. I bambini di età inferiore o uguale ai sei anni erano 11.273, dei quali 5.835 maschi e 5.438 femmine. Infine, coloro che erano in grado di saper almeno leggere e scrivere erano 77.382, dei quali 45.116 maschi e 32.266 femmine..